# Nigel Terry
Nigel Terry (Bristol, 15 d'agost de 1945 - Newquay, 30 d'abril de 2015) fou un actor de teatre i cinema anglès, probablement més conegut pel públic pel seu retrat del Rei Artús a la pel·lícula de John Boorman Excalibur (1981). Tanmateix, va tenir una llarga carrera en el teatre clàssic.

## Biografia
Terry va néixer a Bristol, Anglaterra i va ser educat a l'escola de Truro, a Cornualla. Després d’aprendre amb companyies de repertori com l’Oxford Meadow Players o la Bristol Old Vic, Terry va aparèixer en moltes produccions amb la Royal Shakespeare Company, el Round House Theatre i el Royal Court Theatre. Entre els seus papers, el de Bosola en la producció de John Webster amb la Royal Shakespeare Company The Duchess of Malfi. El mateix any, interpretava a Pericles en la producció de David Thacker de Pericles, Príncep de Tir.
Va aparèixer en aproximadament una dotzena de pel·lícules, com The Lion in Winter (1968), al costat de Peter O'Toole, Katharine Hepburn i Anthony Hopkins on interpretava Joan sense Terra.
A la meitat dels anys 80, és el sensible intèrpret del cinema personal i artístic de Dereck Jarman, amb qui és espiritualment afí. Amb el director anglès (desaparegut el 1993) rodarà cinc pel·lícules: després de l'actuació a Caravaggio (1986), en el paper del turmentat pintor, segueixen els poetes desesperats: The Last of England (1988); War Rèquiems (darrera interpretació de Laurence Olivier, 1989); Edward II (1991), lliure adaptació del text de Christopher Marlowe, on és particularment eficaç en el paper de Mortimer, i Blue (1993), on és l'hipnòtic narrador.
Per reaparèixer 13 anys després, amb un Excàlibur, (1981) de John Boorman, en el rol de Rei Artús, amb una interpretació intensa i commovedora que li va donar popularitat. Citar també la participació en la pel·lícula: Les aventures de Cristòfor Colom (1992), amb Marlon Brando, i Troia (2004), amb Brad Pitt, interpretant l’alt sacerdot troià i príncep Telef, així com la producció de Hallmark Channel de 2006 Blackbeard com un mariner.
Les seves aparicions a la TV estatunidenca i britànica inclogueren Covington Cross, una de sèrie ambientada en l’època medieval. També aparegué a Casualty com a Denny i el maig de 2008 interpretà el General Cobb a l'episodi La Filla del Doctor de Doctor Who i com a Gabriel Piton a la sèrie Highlander: The Series i ha format part del repartiment de la pel·lícula Barbanera.
Morí d'emfisema pulmonar el 30 d'abril de 2015 a Newquay, Cornualla, amb 69 anys.

## Filmografia
Les seves pel·lícules més destacades són:
- The Lion in Winter (1968)
- Slade in Flame (1975)
- Excalibur (1981)
- Sylvia (1985)
- Déjà Vu (1985)
- Caravaggio (1986)
- Rèquiem de guerra (1989)
- Edward II (1991)
- Les aventures de Cristòfor Colom (Christopher Columbus: The Discovery) (1992)
- El geperut de Notre-Dame (The Hunchback) (1997)
- Far From the Madding Crowd (1998)
- The Search for John Gissing (2001)
- The Emperor's New Clothes (2001)
- FeardotCom (2002)
- Troia (Troy) (2004)
- Red Mercury (2005)
- Blackbeard (2006)